# Trillium komarovii
Trillium komarovii är en nysrotsväxtart som beskrevs av H.Nakai och Koji Ito. Trillium komarovii ingår i släktet treblad, och familjen nysrotsväxter. Inga underarter finns listade.